# إيلين غان
إيلين غان (بالإنجليزية: Eileen Gunn)‏ (23 يونيو 1945 - ) كاتبة خيال علمي، وروائية من الولايات المتحدة.